# مطار تريفيزو
مطار تريفيزو (بالإيطالية: Aeroporto di Treviso A. Canova)‏(إياتا: TSF، إيكاو: LIPH) هو مطار دولي يخدم مدينة تريفيزو في إيطاليا.

## شركات الطيران
| شركـات طيـران | الوجهات |
| ------------- | --- |
| رايان إير     | مطار أليكانتي، مطار الملكة علياء الدولي، مطار بوفيه - تيه، مطار برلين براندنبرغ، Billund، مطار هنري كواندا الدولي، مطار بودابست فرانز ليست الدولي، مطار بروكسل شارلروا الجنوب، Cork، Crotone، مطار آيندهوفن، مطار فاس سايس الدولي، مطار فرانكفورت هان، مطار كراكوف، مطار مالقة الدولي، مطار مالطا الدولي، مطار مراكش المنارة الدولي، مطار ميورقة، مطار بورتو الدولي، Poznań، مطار فاكلاف هافيل الدولي، مطار ريغا الدولي، مطار إشبيلية، مطار سيبيو الدولي، مطار صوفيا، مطار تالين، مطار بن غوريون الدولي، مطار تينيريفي الجنوبي، Thessaloniki، مطار تيرانا الدولي (تبدأ في 31 أكتوبر 2023)، مطار تراباني-بيرغي، مطار بلنسية، مطار فيينا الدولي (تبدأ في 29 أكتوبر 2023)، مطار فيلنيوس، مطار وارسو مودلين موسمي: Chania، Corfu، مطار غدانسك ليخ فاونسا، مطار كناريا الكبرى، مطار إيبيزا، Kos، Lamezia Terme، مطار مارسيليا، Menorca، Paphos، مطار سانتاندير، مطار تولوز بلانياك، مطار فروتسواف، مطار سرقسطة |
| ويز للطيران   | مطار هنري كواندا الدولي، مطار كلوج نابوكا الدولي، مطار ياش الدولي (تنتهي في 27 أكتوبر 2023)، مطار سكوبية الدولي، مطار سوسيفا، مطار تيرانا الدولي موسمي: مطار ترايان فويا الدولي |